# 쉐리 카파로
쉐리 카파로(Cheri Caffaro, 1945년 4월 29일 ~ )는 미국의 배우이다. 1970년대 저예산 엑스플로이테이션 영화에 주로 출연했던 미국의 배우이다. 패서디나에 거주했던 15세 당시 라이프 매거진이 보도한 브리지트 바르도 닮은꼴 대회에서 12세의 포틀랜드 메이슨을 제치고 우승했다.

## 경력
1970년대 초, 소프트코어 착취 액션 영화 시리즈에서 당시 남편이자 맨해튼 극장 소유주였던 돈 샤인(Don Schain)의 감독을 맡았으며, 특히 "진저"(Ginger) 3부작(Ginger, The Abductors 및 Girls Are For Loving으로 구성)이 가장 유명하다. 카파로는 강인하고 수완이 풍부한 침대 호핑 사립탐정이자 스파이인 진저 맥칼리스터(Ginger McAllister) 역을 맡았다. 그녀의 임무는 마약, 매춘, 백인 노예제에 연루된 추악한 범죄자를 검거하는 것이었다. 그녀의 캐릭터는 또한 묶여 있고 재갈을 물리고 강간당하는 데 과도한 시간을 보낸다.
또한 A Place Called Today와 Too Hot To Handle(둘 다 샤인 감독)에도 출연했다. 그녀는 빠르게 고정관념을 갖게 되었고, 그녀의 영화 경력이 취한 방향에 환멸을 느꼈고, 이전의 베티 페이지처럼 대중의 눈에서 사라졌다.
또한 TV 쇼 바레타(Baretta)에 출연했으며 1979년 섹스 코미디 H.O.T.S.의 작가이자 프로듀서로도 활동했다. 그녀의 마지막 스크린 크레딧은 1997년 애니메이션 TV 시리즈 익스트림 고스트버스터즈(Extreme Ghostbusters)의 에피소드에서 캐릭터 성우를 맡았다.

## 영화
- 럭키 댄싱 (1979년)
- 유괴자 (1972년)